# Zasloužilý právník Ruské federace
Zasloužilý právník Ruské federace (rusky Заслуженный юрист Российской Федерации) je čestný titul Ruské federace založený roku 1995. Udílen je za zásluhy právníkům.

## Historie
Toto vyznamenání bylo zřízeno dekretem prezidenta Ruské federace č. 1341 O zřízení čestných titulů Ruské federace,  schválení ustanovení o čestných titulech a popisu odznaku pro čestné tituly Ruské federace ze dne 30. prosince 1995. Status vyznamenání byl upraven dekretem prezidenta Ruské federace č. 1099 O opatřeních ke zlepšení systému státních vyznamenání Ruské federace ze dne 7. září 2010.
Před přijetím zákona č. 1341 existovaly právní akty zakládající čestné tituly Ruské sovětské federativní socialistické republiky (RSFSR). Po změně názvu státu z RSFSR na Ruská federace zákonem RSFSR č. 2094-I ze dne 25. prosince 1991 byl dle této změny upraven i název všech čestných titulů. Zkratka RSFSR byla nahrazena slovy Ruská federace. To vedlo k tomu, že od roku 1992 do 30. března 1996 byl udílen stejný čestný titul, který existoval od roku 1966, pouze byl udílen pod novým názvem.

## Pravidla udílení
Čestný titul Zasloužilý právník Ruské federace se udílí právníkům za zásluhy o utváření právního státu a zlepšování národní ruské legislativy s cílem vytvořit rovné právní podmínky pro komplexní rozvoj občanů a organizací, za zásluhy o ochranu práv, svobod a oprávněných zájmů občanů Ruské federace a cizích státních příslušníků nacházejících se na území Ruské federace, za zásluhy o posilování právního státu, práva a pořádku a ústavního systému Ruské federace, za přínos k vývoji právních věd v rámci ruských právnických škol, směřujícím k dosažení všeobecného společenského pokroku a za zásluhy o zvyšování právní kultury ve společnosti i v boji proti důsledkům právního nihilismu, projevujícím se neznalostí, zanedbáváním nebo úmyslným popíráním stávajících zákonů a právních aktů upravujících všechny sféry života ruských občanů. Zpravidla se udílí nejdříve po dvaceti letech práce v oboru a za předpokladu, že nominovaná osoba již obdržela jiné resortní vyznamenání.
Čestný titul se udílí dekrety prezidenta Ruské federace na základně kladného vyřízení nominace na udělení vyznamenání.

## Popis odznaku
Odznaky všech čestných titulů Ruské federace mají jednotný vzhled, který se pouze mírně liší. Odznak je vyroben ze stříbra. Je vysoký 40 mm a široký 30 mm. Má tvar oválného věnce tvořeného vavřínovými a dubovými větvičkami. Dole jsou větvičky zkřížené a svázané stužkou. V horní části odznaku na vrcholu věnce je státní znak Ruské federace. Uprostřed je kartuše s názvem čestného titulu v cyrilici Заслуженный юрист.